# Pachanga with Joe Loco
Pachanga with Joe Loco è un album di Joe Loco, pubblicato dalla Fantasy Records nel 1961.

## Tracce
Lato A
1. Mi China – 2:39 (Mongo Santamaría)
2. Dime con quien andas – 3:18 (Ramon Rivera)
3. Bon Bon – 3:32 (Joe Loco)
4. Besos de caramelos – 2:31 (Nacho Campillo, Joe Loco)
5. Tu plato – 3:18 (Joe Loco)

Lato B
1. La pachanga – 2:35 (Eduardo Davidson)
2. Piano guajira – 2:00 (Ramon Rivera)
3. Pin pon – 3:20 (Joe Loco)
4. Tu crees que – 2:08 (Mongo Santamaria)
5. Con su bataola – 2:42
6. Manila – 1:43 (Mongo Santamaria)

## Musicisti
- Joe Loco  - pianoforte
- Bayardo Velarde - voce
- Rudy Calzado  - voce
- José Lozano  - flauto
- Felix "Pupi" Legarreta  - violino
- Gonzalo Martinez  - violino
- José "Chombo" Silva  - violino
- Victor Venegas  - basso
- Willie Bobo  - timbales
- Mongo Santamaría  - congas
- Nicolás Martínez  - güiro